# Hélène Lipietz
Pour les articles homonymes, voir Lipietz.
Hélène Lipietz, née le 7 mai 1958 à Paris, est une ancienne avocate en droit public, restauratrice et bouquiniste et femme politique française.
Après avoir été membre des Verts, elle est sénatrice de juin 2012 à mai 2014 et de nouveau d'août à octobre 2017, en remplacement de Nicole Bricq.

## Biographie

### Jeunesse et formation
Hélène Lipietz est la fille de Georges Lipietz (1922-2003) et de Colette Geuinlé. Benjamine de sa fratrie, elle est la sœur de l'économiste et homme politique Alain Lipietz, membre d'Europe Écologie Les Verts (EELV).
Elle est titulaire d'un diplôme d'études approfondies en théorie du droit de l'université de Nanterre, où elle a rencontré son futur époux en 1976 et avec qui elle a eu trois enfants.
En 1994, elle devient avocate en droit public à Melun et plaide aussi aux assises.
Après le décès de son père, sa veuve et ses enfants, dont elle, reprennent l’action qu'il avait engagée devant le tribunal administratif de Toulouse contre l’État et la SNCF pour complicité de crime contre l'humanité dans la déportation des juifs durant la Seconde Guerre mondiale.

### Parcours politique
De 2004 à 2010, Hélène Lipietz siège au conseil régional d'Île-de-France où elle est vice-présidente de la commission des finances et secrétaire de la commission Politique de la Ville.
En septembre 2011, elle figure en quatrième position sur la liste Parti socialiste - Parti communiste - EELV aux élections sénatoriales de 2011 en Seine-et-Marne, laquelle obtient trois sièges. 
Le 16 mai 2012, la deuxième de liste, la socialiste Nicole Bricq, est nommée ministre de l’Écologie, du Développement durable et de l’Énergie du gouvernement Ayrault. Conformément à l'article 25 de la Constitution et à la loi organique du 14 janvier 2009, Hélène Lipietz devient sénatrice à compter du 17 juin 2012.
Au Sénat, elle siège à la commission des Lois constitutionnelles, de législation, du suffrage universel, du Règlement et d'administration générale.
Le 2 avril 2014, le gouvernement Valls est nommé et Nicole Bricq n'est pas reconduite dans ses fonctions. Elle retrouve son siège de sénatrice à compter du 3 mai suivant. Hélène Lipietz quitte alors la politique et se reconvertit dans la restauration et la bouquinerie à Avallon,.
À la suite du décès de Nicole Bricq, le 6 août 2017, Hélène Lipietz retrouve son siège de sénatrice jusqu'au renouvellement du 24 septembre de la même année.
En 2021, elle est candidate aux élections départementales dans l'Yonne, où elle obtient 12,17% au premier tour. 

## Ouvrages
- Droit du logement social, éditions du Moniteur, collection l’Actualité juridique, 2 tomes, mise à jour en 1993, corédigé avec Rémi Rouquette
  - Tome 1 : Administration et partenaires, statuts, fonctionnements, personnel, contrôles, fiscalité, comptabilité, financements et régime des prêts, aides personnelles, surendettement,  (ISBN 2-281-12176-3)
  - Tome 2 : Maîtrise du foncier, marchés, responsabilités, baux d'habitation, logement des plus démunis, accession à la propriété, ventes de logements locatifs, opérations d'aménagement, contentieux,  (ISBN 2-281-12177-1)